# 伊普尤纳
伊普尤纳是巴西米纳斯吉拉斯州的一个市镇。总面积298.893平方公里，总人口9183人，人口密度30.7人/平方公里。